# Altusried
Altusried – gmina targowa w południowych Niemczech, w kraju związkowym Bawaria, w rejencji Szwabia, w regionie Allgäu, w powiecie Oberallgäu. Leży w Allgäu, około 30 km na północ od Sonthofen i około 12 km od Kempten (Allgäu), nad rzeką Iller.

## Demografia
| Rok  | Liczba mieszkańców |
| ---- | ------------------ |
| 1970 | 6 652              |
| 1987 | 7 552              |
| 2000 | 9 708              |
| 2004 | 10 012             |

## Polityka
Przewodniczącym gminy jest Heribert Kammel (Freie Wähler), w skład rady gminy wchodzi 24 osób.
|      | CSU/ Offene Liste | SPD | FW | Wahlgemeinschaft Kimratshofen | Wählergemeinschaft Krugzell | Freie Wahlgemeinschaft Frauenzell | Freie Wahlgemeinschaft Muthmannshofen | Razem |
| 2008 | 5                 | 1   | 7  | 4                             | 4                           | 2                                 | 1                                     | 24    |
| 2002 | 4                 | 1   | 6  | 3                             | 3                           | 2                                 | 1                                     | 20    |